# Продаж Аргентиною зброї Еквадору та Хорватії
Продаж Аргентиною зброї Еквадору та Хорватії — міжнародний політичний скандал, пов'язаний з незаконним продажем зброї в Еквадор і Хорватію у 1990-их роках. У скандалі виявились замішаними аргентинські чиновники й бізнесмени.

## Основні фігуранти
- Карлос Менем — колишній президент Аргентини.
- Емір Йома — радник і родич Менема.
- Оскар Камільйон — екс-міністр оборони Аргентини.

## Історія
У період з 1991 до 1995 року Аргентина продала Еквадору і Хорватії, які проводили на той момент бойові дії, 6 500 тонн зброї (гвинтівки, гармати, протитанкові ракети і боєприпаси). Офіційно зброя призначалась для Панами та Венесуели. Ймовірно, щоб приховати сліди викрадання зброї, на військовому заводі в Ріо-Терсеро було організовано вибух.
Загалом у справі проходили 18 чоловік.